# Ceraia surinamensis
Ceraia surinamensis är en insektsart som beskrevs av Brunner von Wattenwyl 1891. Ceraia surinamensis ingår i släktet Ceraia och familjen vårtbitare. Inga underarter finns listade i Catalogue of Life.